# Aldabradrongo
Aldabradrongo (Dicrurus aldabranus) är en fågel i familjen drongor inom ordningen tättingar.

## Utbredning och systematik
Fågeln förekommer enbart på ön Aldabra i västra Indiska oceanen. Den behandlas som monotypisk, det vill säga att den inte delas in i några underarter.

## Status
IUCN kategoriserar arten som nära hotad.

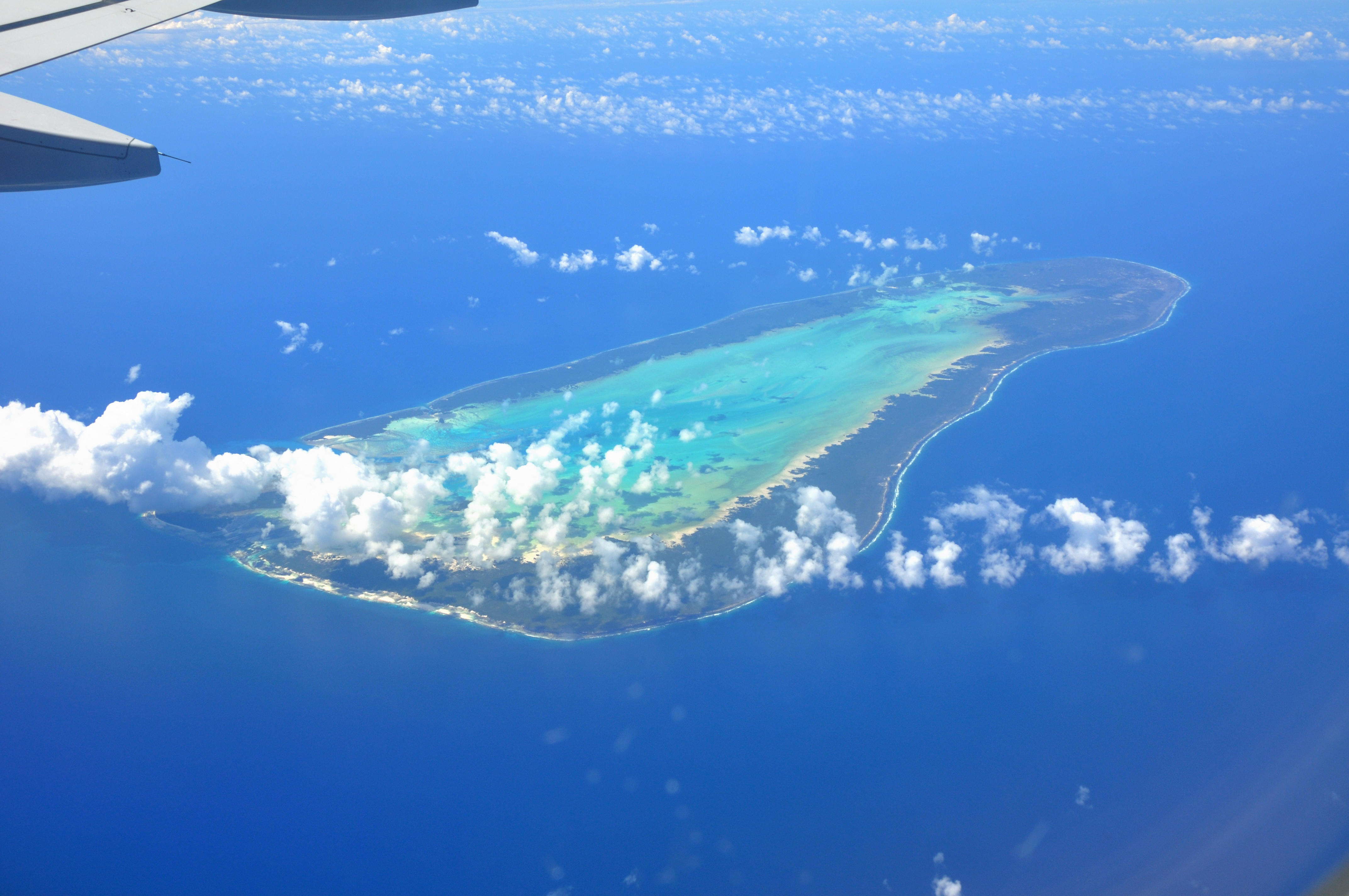
Fågeln förekommer enbart på den lilla atollen Aldabra i Seychellerna.